# Liste der Naturdenkmale in Flein
| Naturdenkmale | Anzahl |
| ------------- | ------ |
| FND           | 2      |
| END           | 0      |
| Gesamt        | 2      |

Die Liste der Naturdenkmale in Flein nennt die verordneten Naturdenkmale (ND) der im baden-württembergischen Landkreis Heilbronn liegenden Gemeinde Flein. In Flein gibt es insgesamt zwei als Naturdenkmal geschützte Objekte, beide sind flächenhafte Naturdenkmale (FND), keines ist ein Einzelgebilde-Naturdenkmal (END).
Stand: 31. Oktober 2016.

## Flächenhafte Naturdenkmale (FND)
| Name                                | Bild | Kennung     | Einzelheiten                                                               | Position | Fläche Hektar | Datum         |
| ----------------------------------- | ---- | ----------- | -------------------------------------------------------------------------- | -------- | ------------- | ------------- |
| Feuchtgebiet „Brandisklingenwiesen“ |      | 81250300001 | Flein Zwischen Flein und Untergruppenbach am östlichen Rand des Deinenbach | ⊙        | 0,2           | 18. Juli 1986 |
| Waldtümpel „Plankenstein“           |      | 81250300002 | Flein Zwischen Flein und Untergruppenbach                                  | ⊙        | 0,1           | 18. Juli 1986 |
| Legende für Naturdenkmal            |      |             |                                                                            |          |               |               |